# 赫尔曼·威特金
赫尔曼·威特金（Herman A. Witkin，1916年8月2日—1979年7月8日）是一位美国认知心理学家和学习心理学家。他是认知风格与学习风格理论的一位先驱，引进了场依存与场独立的概念。